# José Vicente Marí Bosó
Jose Vicente Marí Bosó (València, 1970) és un advocat i polític balear, diputat el Congrés dels Diputats per les Illes Balears a la XV legislatura.

## Biografia
En 1997 es llicencià en dret a la Universitat de València i és màster en Auditoria de Comptes i membre de l'Institut de Censors Jurats de Comptes d'Espanya. Ha treballat en una consultoria i en una societat auditora amb el seu pare, Antonio Luis Marí, expresident de Sa Nostra.

## Trajectòria política
Militant del Partit Popular d'Eivissa, el maig de 2013 José Ramón Bauzà Díaz el va nomenar Conseller d'Hisenda i Pressupostos del Govern Balear. Fou el cap de llista del Partit Popular per Eivissa a les eleccions al Parlament de les Illes Balears de 2015, obtenint l'acta de diputat, exercint com a vicepresident de la Comissió d'Assumptes Socials i Drets Humans del Parlament Balear.
L'agost de 2015 va substituir Vicent Serra Ferrer com a president del Partit Popular d'Eivissa.
A les eleccions generals espanyoles de 2015 fou elegit diputat al Congrés dels Diputats de la XII legislatura, raó per la qual renuncià al seu escó al Parlament Balear, on fou substituït per Tania Marí.
A les eleccions municipals de 2019 va ser cap de llista per el Partit Popular a l'Ajuntament d´Eivissa, on si bé la nit electoral es donava per feta la seva victòria, una posterior revisió de l'escrutini va acabar donat la alcaldia de la Ciutat d´Eivissa al PSOE, exercint des d´aquell moment com a cap de l'oposició.
Marí Bosó, va ser escollit Senador per designació del Parlament de les Illes Balears a la XIII legislatura del 12 de juliol de 2019 al 23 de setembre de 2019.
A les eleccions generals de 2023, Marí va encapçalar la llista del Partit Popular per la circumscripció de les Illes Balears, obtenint l'acta de Diputat al Congrés a la XV legislatura que començarà el 17 d´agost de 2023.